# Hasslö
Hasslö – wyspa o powierzchni 3,04 km² w Szwecji, region Blekinge, gmina Karlskrona. Liczba ludności w 2005 roku wynosiła 1 643.
Przez wiele lat funkcjonowania na wyspie Szwedzkiej Marynarki Wojennej wiązało się z ograniczonym dostępem do niej przez obcokrajowców. Wyspa słynie z rybołówstwa, który jest głównym środkiem utrzymania miejscowej ludności. Najbardziej znanym miejscem do łowienia na Hasslö jest Rallbryggan.
Ukształtowanie terenu jest płaskie, a większość ludzi mieszka wzdłuż wybrzeża. Wyspa jest połączona ze stałym lądem poprzez most.
Wyspa jest miejscem urodzenia socjalisty Fabiana Månssona.